# Riksdagen 1828–1830
Riksdagen 1828–1830 hölls i Stockholm. Riksdagen öppnades den 4 november 1828. Till lantmarskalk utsågs Carl De Geer. Prästeståndets talman var ärkebiskopen Carl von Rosenstein. Borgarståndets talman var Jonas Ullberg och bondeståndets talman var Johan Olsson Longberg. Riksdagen avslutades den 19 mars 1830.

## Ekregalet avskaffas
Under riksdagen fattas beslut om en kunglig proposition avseende ekregalet. Johan Aron af Borneman hade mellan åren 1819–1825 inventerat alla landets ekar, och kommit fram till att läget var katastrofalt. Hans förslag var att ekregalet skulle avskaffas och att bönderna själva skulle få äga sina ekar, och att de fick inlösa dessa och att staten skulle nyttja överskottet från detta för att anlägga statliga ekplanteringar för att säkra flottans framtida virkesbehov. Riksdagen fattade beslut om detta, och 1830 avskaffades ekregalet. Den första ekplanteringen började anläggas precis innan jul 1831 på Visingsö.

## Riksdagsmän
- Prästeståndets ledamöter vid riksdagen 1828–1830